# 王春 (景泰進士)
王春（1424年—？），字載陽，山東兗州府濟寧州人，匠籍，明朝政治人物。進士出身。

## 生平
山東鄉試第四名。景泰五年（1454年）甲戌科會試第五十三名，殿試登進士第三甲第十六名。

## 家族
曾祖父王正興。祖父王繼先。父亲王宗器，曾任州同知。